# Le Mesnil-Durand
Le Mesnil-Durand település Franciaországban, Calvados megyében. Lakosainak száma 300 fő (2018. január 1.). Le Mesnil-Durand Coupesarte, Lessard-et-le-Chêne, Livarot, Le Mesnil-Germain, Saint-Germain-de-Livet, Sainte-Marguerite-des-Loges és Saint-Martin-du-Mesnil-Oury községekkel határos.

## Népesség
A település népességének változása:
| Lakosok száma | 323  | 288  | 305  | 302  | 272  | 326  | 302  | 302  | 303  | 300  |
|               | 1962 | 1968 | 1982 | 1990 | 1999 | 2008 | 2011 | 2013 | 2017 | 2018 |